# Quần đảo Cocos (Keeling)
Lãnh thổ Quần đảo Cocos (Keeling) (tiếng Anh: Territory of the Cocos (Keeling) Islands) - còn gọi là Quần đảo Cocos và quần đảo Keeling - là một quần đảo đồng thời là lãnh thổ của Úc trong Ấn Độ Dương, nằm về phía tây nam đảo Christmas và ở vào khoảng giữa quãng đường từ Úc đến Sri Lanka. Quần đảo này bao gồm hai rạn san hô vòng và hai mươi bảy đảo san hô, trong đó hai đảo Tây và Home có xấp xỉ 600 dân sinh sống.

## Địa lý

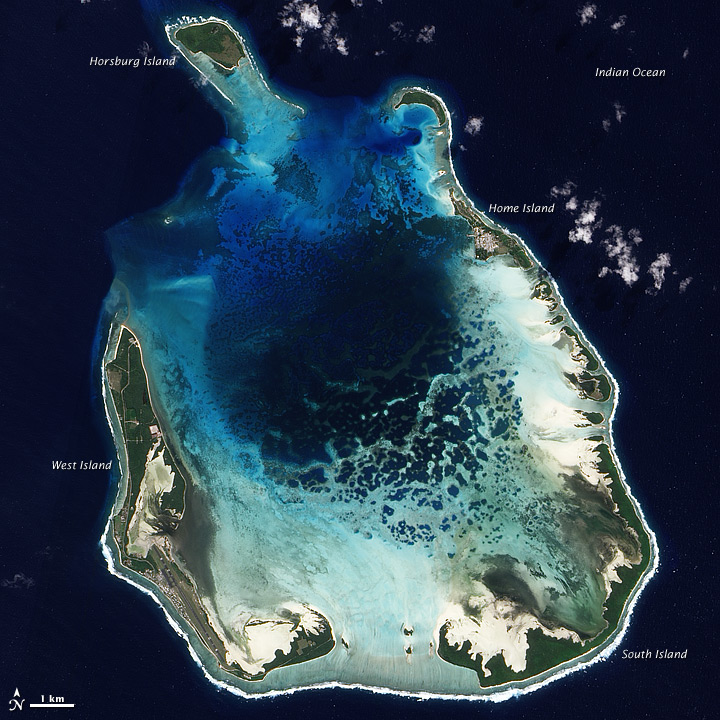
Ảnh vệ tinh chụp quần đảo Nam Keeling (một rạn san hô vòng và nhiều đảo san hô) thuộc quần đảo Cocos (Keeling)

Quần đảo Cocos (Keeling) gồm hai rạn san hô vòng thấp phẳng với diện tích 14,2 km², chiều dài đường bờ biển 26 km và độ cao cao nhất đạt 5 m. Trên các đảo có rất nhiều cây dừa cũng như các thực vật khác.
Khí hậu quần đảo dễ chịu, ôn hoà nhờ gió mậu dịch đông nam thổi hầu hết các tháng trong năm. Nhiệt độ dao động trong khoảng từ 23 °C đến 30 °C. Lượng mưa ở mức 2000 mm mỗi năm, chủ yếu rơi vào thời gian từ tháng 1 đến tháng 8. Có thể xuất hiện lốc xoáy trong các tháng đầu năm.
Đảo Bắc Keeling là một rạn san hô vòng với một đảo san hô nằm phía trên có hình chữ C; vành san hô hầu như khép kín với một cửa vào nhỏ nối thông vào một đầm nước có diện tích khoảng 0,5 km². Đảo rộng khoảng 50 m tại mặt đông nam, có diện tích vào khoảng 1,1 km² và không có người ở. Đảo Bắc Keeling và hải vực rộng 1,5 km tính từ bờ đảo hợp thành Công viên Quốc gia Keeling (thành lập ngày 12 tháng 12 năm 1995). Công viên là ngôi nhà của loài chim Gallirallus philippensis andrewsi đặc hữu đang bị đe doạ.
Quần đảo Nam Keeling là một rạn vòng bao gồm 24 đảo nhỏ nằm trên vành san hô không khép kín và có tổng diện tích đất nổi vào khoảng 13,1 km². Trong số này chỉ có hai đảo có người ở là đảo Tây và đảo Home. Cộng đồng Cocos Malays (người Mã Lai Cocos) sống trong các căn pondok trên hầu hết các đảo lớn.
|    | Đảo (tên Mã Lai)    | Tên tiếng Anh                              | Diện tích (km²) |
| -- | ------------------- | ------------------------------------------ | --------------- |
| 1  | Pulau Luar          | Horsburgh Island                           | 1.04            |
| 2  | Pulau Tikus         | Direction Island                           | 0.34            |
| 3  | Pulau Pasir         | Workhouse Island                           | <0.01           |
| 4  | Pulau Beras         | Prison Island                              | 0.02            |
| 5  | Pulau Gangsa        | một đê cát mà giờ là một phần của đảo Home | <0.01           |
| 6  | Pulau Selma         | Home Island                                | 0.95            |
| 7  | Pulau Ampang Kechil | Scaevola Islet                             | <0.01           |
| 8  | Pulau Ampang        | Canui Island                               | 0.06            |
| 9  | Pulau Wa-idas       | Ampang Minor                               | 0.02            |
| 10 | Pulau Blekok        | Goldwater Island                           | 0.03            |
| 11 | Pulau Kembang       | Thorn Island                               | 0.04            |
| 12 | Pulau Cheplok       | Gooseberry Island                          | <0.01           |
| 13 | Pulau Pandan        | Misery Island                              | 0.24            |
| 14 | Pulau Siput         | Goat Island                                | 0.10            |
| 15 | Pulau Jambatan      | Middle Mission Isle                        | <0.01           |
| 16 | Pulau Labu          | South Goat Island                          | 0.04            |
| 17 | Pulau Atas          | South Island                               | 3.63            |
| 18 | Pulau Kelapa Satu   | North Goat Island                          | 0.02            |
| 19 | Pulau Blan          | East Cay                                   | 0.03            |
| 20 | Pulau Blan Madar    | Burial Island                              | 0.03            |
| 21 | Pulau Maria         | West Cay                                   | 0.01            |
| 22 | Pulau Kambling      | Keelingham Horn Island                     | <0.01           |
| 23 | Pulau Panjang       | West Island                                | 6.23            |
| 24 | Pulau Wak Bangka    | Turtle Island                              | 0.22            |

Không có sông hay hồ trên cả hai rạn vòng. Nước ngọt chỉ có trong các túi nước mưa ngầm nằm bên trên lớp nước mặn tại các đảo lớn và được khai thác qua các giếng đào.
Quần đảo Cocos (Keeling) nằm trên điểm đối chân với đảo Corn ở Nicaragua - một đảo nằm tương đối gần với một hòn đảo có cái tên gần giống là Cocos của Costa Rica.

### Dân cư

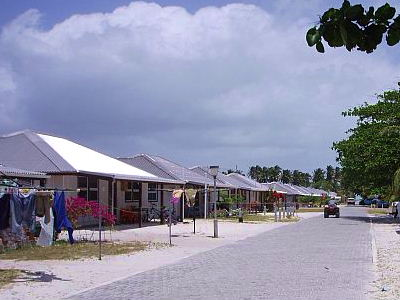
Nhà dân trên đảo Home

Đa số cư dân quần đảo Cocos (Keeling) là hậu duệ của các công nhân di cư tới đây để làm việc trong các đồn điền. Theo thống kê năm 2010 thì dân số quần đảo ước khoảng gần 600 người. Dân cư trên hai đảo Tây và Home nhìn chung có thể phân thành các nhóm sắc tộc là người gốc Âu trên đảo Tây (khoảng 100 người) và người gốc Mã Lai (Cocos Malays) trên đảo Home (khoảng 500 người). Tiếng Mã Lai quần đảo Cocos và tiếng Anh là các ngôn ngữ chính. Văn hoá địa phương có nền tảng là văn hoá truyền thống Mã Lai và Hồi giáo. Theo ước tính năm 2002 thì 80% dân Cocos là người Hồi giáo Sunni.

## Lịch sử
Tuy được khám phá vào năm 1609 nhưng mãi đến năm 1826 thì quần đảo Cocos (Keeling) mới đón người Anh đến định cư. Năm 1857, thuyền trưởng Fremantle của tàu HMS Juno tuyên bố quần đảo trở thành một lãnh thổ tự trị thuộc Anh. Năm 1886, nữ hoàng Victoria ban toàn bộ quần đảo cho người cháu trai của John Clunies Ross là George Clunies-Ross nhưng Hoàng gia Anh vẫn có thể thu hồi lại cho mục đích công cộng và xây dựng cáp viễn thông. Nhà Clunies-Ross mở đồn điền trồng dừa và thuê lao động từ châu Á đến làm việc.
Trong Chiến tranh thế giới thứ hai, quần đảo bị lực lượng Đồng minh chiếm giữ. Năm 1955, quyền quản lý quần đảo được chuyển giao cho Úc và Cocos (Keeling) trở thành lãnh thổ của nước này. Từ cuối thập kỉ 1970, Chính phủ Úc tiến hành mua lại đất đai từ tay Clunies-Ross. Năm 1984, những phần đất còn lại ngoài đất của Liên bang và đất của Clunies-Ross được chuyển giao sang Hội đồng Quần đảo Cocos (Keeling).

## Chính quyền
Thủ phủ của Lãnh thổ Quần đảo Cocos (Keeling) là West Island (đảo Tây). Nền hành chính của quần đảo dựa theo Đạo luật Quần đảo Cocos (Keeling) năm 1955 và phụ thuộc sâu sắc vào luật pháp của Úc. Bộ Vùng Úc, Chính quyền địa phương, Nghệ thuật và Thể thao (Department of Regional Australia, Local Government, Arts and Sport) quản lý quần đảo thông qua một Người quản lý (không sống ở quần đảo) do Toàn quyền Úc chỉ định.
Người quản lý hiện thời của quần đảo Cocos (Keeling) là Brian Lacy - người được chỉ định vào ngày 18 tháng 9 năm 2009. Ông đồng thời cũng đang nắm chức quản lý đảo Christmas. Bộ Vùng Úc, Chính quyền địa phương, Nghệ thuật và Thể thao có trách nhiệm bao quát đối với quần đảo bao gồm cả cung cấp dịch vụ công cấp liên bang nhưng chính quyền Tây Úc là người thực hiện các thoả thuận cung ứng dịch vụ. Căn cứ theo Đạo luật Cải cách Luật Lãnh thổ năm 1992 của Chính phủ liên bang (có hiệu lực từ 1 tháng 7 năm 1992) thì các sắc luật bang Tây Úc được áp dụng cho quần đảo Cocos, "miễn là chúng áp dụng được tại lãnh thổ này"; việc không áp dụng hay áp dụng một phần các luật này là tuỳ thuộc ý chí của Chính phủ liên bang. Đạo luật 1992 cũng trao cho toà án bang Tây Úc quyền tư pháp đối với quần đảo Cocos (Keeling). Dù quần đảo vẫn độc lập với bang Tây Úc nhưng quyền lập pháp của bang Tây Úc đối với quần đảo này là quyền được Chính phủ liên bang giao phó. 
Ngoài ra, Hội đồng Quận Quần đảo Cocos (Keeling) là một thể chế một viện gồm bảy ghế. Mỗi quan chức có nhiệm kì đầy đủ kéo dài bốn năm thông qua cuộc bầu cử hai năm/lần; xấp xỉ một nửa số thành viên hội đồng nghỉ hưu sau mỗi hai năm. Xét ở phương diện liên bang thì quần đảo Cocos (Keeling) cùng với đảo Christmas và Lãnh thổ Bắc Úc xa xôi hợp thành khu bầu cử Lingiari.
Lực lượng cảnh sát tại quần đảo gồm năm người, trong khi việc phòng thủ quần đảo vẫn là trách nhiệm của chính phủ Úc.

## Kinh tế
Ngành du lịch nhỏ đang tăng trưởng trên quần đảo có định hướng nhắm đến các hoạt động du lịch sinh thái hay du lịch gắn biển. Các khu vườn nhỏ và cá đánh bắt là các nguồn cung cấp thực phẩm cho cư dân. Tuy vậy, phần lớn thức ăn và nhu yếu phẩm khác vẫn phải nhập từ Úc hoặc nơi khác. Công ty Trách nhiệm hữu hạn Cocos Islands Cooperative Society tuyển dụng công nhân xây dựng, công nhân bốc vác và công nhân làm việc trên sà lan. Tỉ lệ thất nghiệp năm 2006 ở mức 11,3%.

## Thông tin liên lạc và giao thông
Quần đảo được kết nối với hệ thống viễn thông (dãy số điện thoại là +61 8 9162 xxxx) và hệ thống bưu chính (mã bưu chính: 6779) của Úc. Điện thoại công cộ có ở đảo Tây và đảo Home. CiiA (Christmas Island Internet Association) điều hành một mạng thông tin di động GSM (+61 406 xxx) có chất lượng khá tốt tại quần đảo. Có thể mua thẻ SIM (cỡ đầy đủ) và thẻ nạp tiền tại Telecentre trên đảo Tây nếu muốn dùng dịch vụ điện thoại này. Đảo Tây có một sân bay mang tên Sân bay Quốc tế Quần đảo Cocos (Keeling) do Virgin Australia điều hành với các chuyến bay dịch vụ lên lịch trước từ Perth, Tây Úc và quá cảnh tại đảo Christmas. Giữa hai đảo Horsburgh và Direction còn có một chỗ thả neo cho tàu lớn, trong khi du thuyền có nơi neo đậu riêng ở mạn dưới gió phía nam đảo Direction.
Sau năm 1952, sân bay quần đảo Cocos từng trở thành điểm dừng cho các chuyến bay giữa Úc và Nam Phi. Ngày đó, hãng Qantass và South African Airways thường dừng lại đây để tiếp nhiên liệu. Tuy nhiên, điều này đã chấm dứt khi máy bay phản lực đường dài ra đời vào năm 1967.

### Internet
Tên miền Internet của quần đảo là .cc do VeriSign thông qua một công ty con có tên là eNIC (khởi thủy, tên miền.cc được IANA cấp cho eNIC Corporation of Seattle WA vào tháng 10 năm 1997). Bắc Síp cũng sử dụng tên miền.cc bên cạnh các tên miền khác như.nc và.tr.
Dịch vụ truy cập Internet tại Cocos cũng do CiiA cung cấp thông qua trạm vệ tinh mặt đất trên đảo Tây và được phân phối đến người dùng qua mạng WAN PPPoE không dây trên cả đảo Tây và đảo Home. Điểm truy cập Internet còn có tại Telecentre trên đảo Tây và tại văn phòng của Indian Ocean Group Training trên đảo Home.
Đầu năm 2012, có thông tin cho biết National Broadband Network sẽ mở rộng dịch vụ đến Cocos vào năm 2015 thông qua đường truyền vệ tinh tốc độ cao.

## Truyền thông đại chúng
Dân cư tại quần đảo Cocos (Keeling) có thể tiếp cận nhiều dịch vụ truyền thông hiện đại. Có bốn trạm truyền hình phát sóng từ Tây Úc thông qua vệ tinh, gồm là ABC, SBS, WIN và GWN. Quần đảo có một đài truyền thanh là 6CKI – Voice of the Cocos (Keeling) Islands với nội dung chương trình do các tình nguyện viên địa phương thực hiện.

### Truyền hình

#### Úc
Quần đảo tiếp nhận bốn kênh phát sóng từ Tây Úc qua vệ tinh, đó là:
- ABC1
- SBS One
- WIN Television
- GWN7

Sở dĩ chỉ có bốn kênh là vì dịch vụ truyền hình số mặt đất chưa có mặt tại đây.

#### Malaysia
Từ năm 2013 trở đi, quần đảo sẽ thu được bốn kênh của Malaysia qua vệ tinh, đó là:
- TV3
- ntv7
- 8TV
- TV9